# سیلیکا کلوئیدی

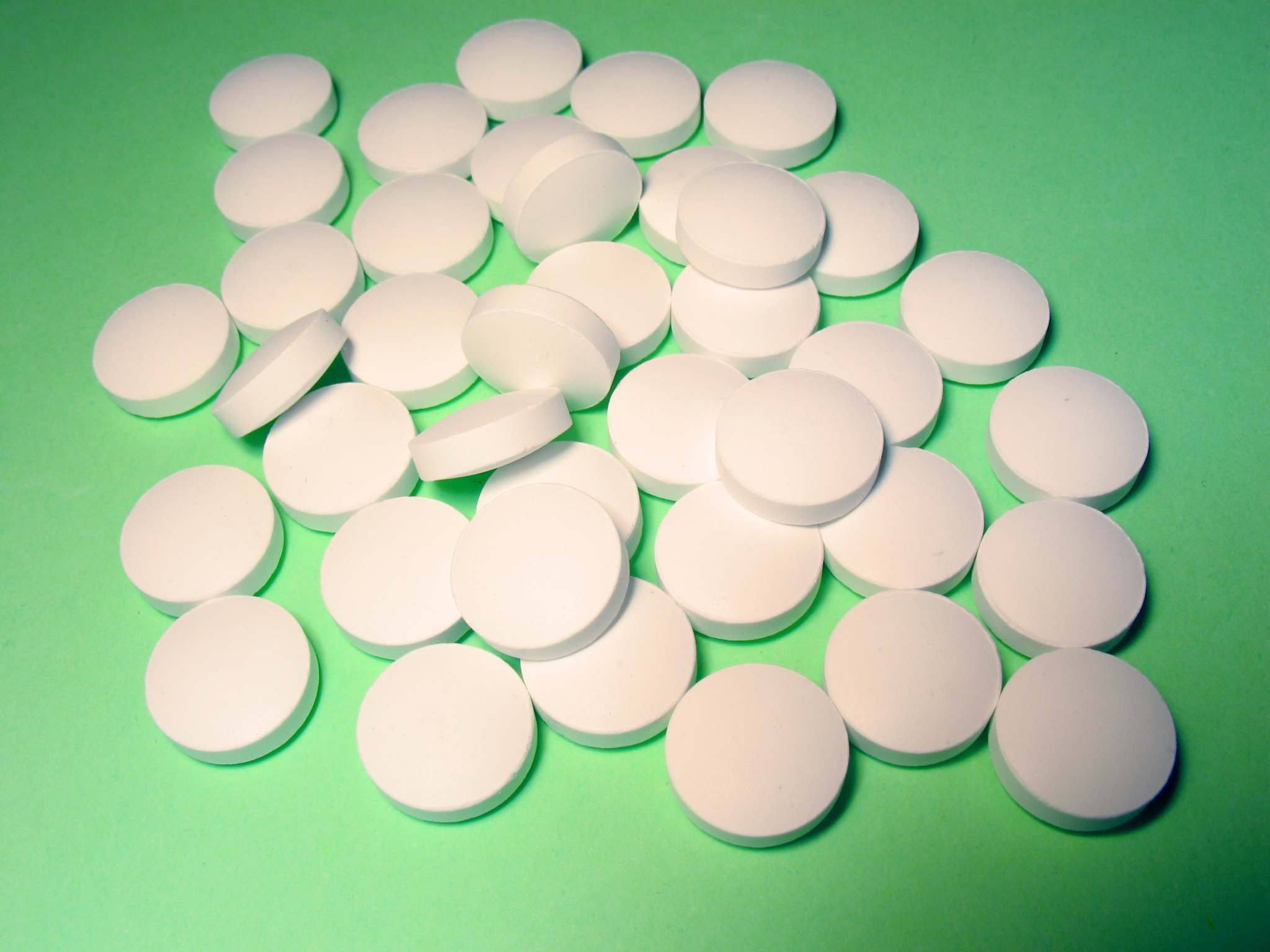
استفاده از سیلیکا کلوئیدی در قرص

سیلیکا یا سیلیس فراوان‌ترین ترکیب اکسیدی موجود در پوسته زمین است. سیلیکا نام دیگر اکسید سیلیکون با فرمول شیمیایی SiO2 می‌باشد. ساختار سیلیکا یک چهاروجهی است که چهار اتم اکسیژن با یک اتم سیلیکون که در مرکز ساختار قرار دارد، پیوند ایجاد می‌کند
نام سیلیس برای کلیه کانی‌ها با فرمول عمومی SiO2 به کار می‌رود. برای تأمین مواد اولیهٔ سیلیس در صنایع مختلف به‌طور طبیعی از شن، سنگ و رس استفاده می‌کنند و به منظور تولید فرآورده‌های صنعتی سیلیسی مانند ژل سیلیکا، سیلیکا رسوبی و فیوم سیلیکا از مواد اولیه‌هایی مانند سدیم‌سیلیکات و تترا کلرید سیلیکون استفاده می‌کنند.

## کلوئید سیلیکا
کلوئید سیلیکا (سیلیکا سل) سوسپانسیونی از ذرات آمورف، ریز، غیرمتخلخل و نوعاً کروی سیلیکا در یک فاز مایع می‌باشد. کلوئید سیلیکا چگال‌تر از آب بوده و به روش الکترواستاتیک پایدار شده تا به ذرات اجازه بدهد به‌صورت معلق در محلول باقی بمانند. انواع مختلفی از سیلیکای کلوئیدی وجود دارد؛ اما تمام آن‌ها از ذرات سیلیکا در محدوده اندازه ۳ تا ۱۵۰ نانومتر تشکیل‌شده‌اند. ریخت‌شناسی این ذرات، کروی یا شبه کروی بوده و می‌توانند به‌صورت ذرات مجزا یا به میزان محدودی به‌صورت کلوخه ظاهر شوند.

## انواع سیلیکا کلوئیدی
اندازه ذرات و پی‌اچ سبب تفاوت میان انواع سیلیس کلوئیدی است. اندازه ذرات نیز می‌تواند در عبارت مساحت سطح بیان شود به عنوان مثال بیشترین مساحت سطح ویژه را کوچکترین میانگین اندازه ذرات به وجود می‌آورند. میانگین اندازه ذرات نیز متأثر از ماکزیمم امکان گنجایش SiO2 است. به‌عنوان مثال ذرات کوچک تنها در سُل‌های رقیق پایدارند درحالی‌که ذرات بزرگتر در غلظت‌های بالاتری پایدارند. سیلیکاسُل‌های خالص آنیونی هستند و به‌طور نمونه توسط سدیم یا آلومینیوم در پی‌اچ ۹ تا ۱۱ پایدار شده‌اند. هرچند سُل‌های اصلاح شده با سدیم آلومینات در پی‌اچ کمتر از ۳ تا ۴ پایدارند. سیلیکاسُل‌های کاتیونی در پی‌اچ ۴ تا ۵ پایدارند و سُل‌های بدون یون در پی‌اچ‌های پایین مثلاً ۲ تا ۳ پایدارند.

## روش تولید سیلیکا کلوئیدی
سیلیس‌های کلوئیدی اغلب در یک فرایند چند مرحله ای تهیه می‌شوند که در آن محلول قلیایی سیلیکات تا حدی خنثی می‌شود و منجر به تشکیل هسته‌های سیلیس می‌شود. زیر واحد ذرات سیلیس کلوئیدی معمولاً در محدوده ۱ تا ۵ نانومتر هستند. اینکه این زیر واحدها به هم متصل شوند یا نه به شرایط پلیمریزاسیون بستگی دارد. اسیدی شدن اولیه محلول شیشه آب (سیلیکات سدیم) باعث تولید Si (OH)4 می‌شود.
اگر پی‌اچ به زیر ۷ کاهش یابد یا نمکی به آن اضافه شو، واحدها تمایل دارند که به صورت زنجیره ای با هم ترکیب شوند. این محصولات را اغلب ژل‌های سیلیکا می‌نامند. اگر پی‌اچ کمی در سمت قلیایی خنثی نگه داشته شود، زیر واحدها جدا می‌شوند و به تدریج رشد می‌کنند. این محصولات را غالباً سیلیس رسوبی یا سل سیلیس می‌نامند.
یون‌های هیدروژن از سطح سیلیس کلوئیدی تمایل به جدا شدن در محلول آبی را دارند و بار منفی بالایی را به همراه دارند. جایگزینی برخی از اتم‌های Si توسط Al مشخص شده‌است که بار کلوئیدی منفی را افزایش می‌دهد، به ویژه هنگامی که در پی‌اچ زیر نقطه خنثی ارزیابی شود. به دلیل اندازه بسیار کوچک، سطح سیلیس کلوئیدی بسیار زیاد است.
سوسپانسیون کلوئیدی با تنظیم پی‌اچ تثبیت شده و سپس با تبخیر غلیظ می‌شود. حداکثر غلظت بدست آمده به اندازه ذرات بستگی دارد. به عنوان مثال، ذرات ۵۰ نانومتر را می‌توان به بیش از ۵۰ درصد وزنی مواد جامد متمرکز کرد در حالی که ذرات ۱۰ نانومتری را می‌توان قبل از ناپایدار شدن سوسپانسیون به مواد جامد تقریباً ۳۰ درصد وزنی متمرکز کرد.

## پایداری سیلیکا کلوئیدی
سیلیکای کلوییدی را می‌توان هم از طریق روش سل- ژل و هم از طریق رسوب‌دهی تهیه کرد ولی این شکل از سیلیکا به‌خصوص در غلظت بالا، تمایل زیاد به تبدیل شدن به ژل یا رسوب دارد از این رو ناپایدار می‌باشد که این امر ذخیره‌سازی و حمل و نقل این ماده را غیرممکن می‌سازد. البته در تلاشی که توسط پیتر گرین وود صورت گرفته سیلیکای کلوییدی تا پنج ماه ماندگاری، تولید شده‌است. سیلیکای کلوییدی که دودهٔ سفید نیز نامیده می‌شوند.
پایداری سیلیکای کلوئیدی تابع فاکتورهای پی‌اچ، اندازه ذرات، غلظت سیلیکا و دمای نگهداری می‌باشد. گسترهٔ پی‌اچ در این بخش بیان می‌کند که بار سطح جهت پایداری سُل خیلی مهم است. اگر پی‌اچ خارج از گسترهٔ پایداری آن تنظیم شود پراکندگی بار می‌تواند ناپایداری ایجاد کند و اجازه دهد تا ذرات پیوند عرضی برقرار نموده و به ژل تبدیل شود.
اندازه ذرات و نتیجه‌اش مساحت سطح فاکتورهای خیلی مهمی در پایداری پراکندگی به‌شمار می‌روند. برای پراکندگی‌های ذرات خیلی کوچک این پدیده‌ای است که استوالد رپیننگ (به عمل آمدن استوالد) نامیده می‌شود. مساحت سطح کاهش می‌یابد درحالی‌که پراکندگی تلاش می‌کند تا به‌طور خود به خود بار سرتاسریش را پایین آورد. هرچه قطعات بزرگتر می‌شود این اثر کوچکتر و از این رو تولیدات پایدارتر می‌شود.
همچنین تراکم سیلیکا نیز یک عامل مهم در ثبات است. تراکم بیشتر یک سُل باعت می‌شود ذرات فشرده شوند و اجازه داده شود تا اگریگیت شوند.
بارهای مخالف مثبت بار منفی سطح را تعدیل می‌کنند که اطراف ذرات قرار گرفته‌اند؛ بنابراین پتانسیل منفی با فاصله از ذرات کاهش و نیروهای دافعه ذرات افزایش می‌یابد. همان‌طور که نمک اضافه شود ذرات یونی حرکت می‌کند خیلی نزدیک‌تر به سطح ذرات و فاصله کاهش می‌یابد در جهتی که نیروی جاذبه عمل می‌کند این باعث کاهش شدید در ثبات سُل می‌شود به وسیله افزایش احتمال برخورد داخلی ذرات. به‌عنوان یک قانون کاتیون‌های چند ظرفیتی خیلی مؤثر هستند در جمع شدن لایه‌های دیگر که عامل ژل شدن می‌باشد.

## کاربرد
- استفاده در صنعت کاغذ، جوهرافشان و عکاسی، رنگ‌دانه و پرکننده، فیلم‌های پلاستیکی، پوشش‌های محافظ و تزیینی که منجر به بهبود سختی و دوام، بهبود خواص ضد لک پوشش‌ها و… می‌گردد.
- استفاده در صیقل‌کاری برای ایجاد سطوح صاف و تقریباً بی‌عیب بر روی نیمه‌رساناهای سیلیکونی، ویفرهای یاقوت کبود و لنزهای اپتیکی.
- صنعت پوشش دهی شامل روکش کردن چوب، پوشش‌های مقاوم در برابر سایش، پوشش‌های عایق و غیر آلی، پوشش‌های غیر چسبناک.
- استفاده در ریخته‌گری به‌منظور افزایش دقت، استحکام، ایمنی و اطمینان در صنعت ریخته‌گری از قبیل ریختگی دقیق و مواد نسوز.
- استفاده در ساخت‌وساز برای افزایش دوام و استحکام بتن، بهبود عملکرد سیمان و تقویت زمین.
- در تصفیه آشامیدنی‌ها، مواد تمیزکننده و تصفیه آب به کار می‌رود.
- باتری‌های ژله‌ای و AGM.
- کاتالیست‌ها
- صنعت چسب سازی
- صنعت نساجی

## نکات ایمنی در استفاده سیلیکا کلوئیدی
می‌توان پمپ‌های مختلفی را برای استفاده از سیلیکای کلوئیدی به کار برد. توصیه می‌شود که تمام پمپ‌ها را با آب تمیز شسته و قبل و بعد از استفاده خشک نمایید. به منظور تمیز کردن ظروف نگهداری، چندین راه‌حل مفید وجود دارد. اولین روش شستشوی ظرف با آب تحت‌فشار است. دومین روش شستشوی محتویات ظرف با یک محلول ۴–۵ درصد سدیم هیدروکسید (حرارت داده‌شده در ۵۰–۶۰ درجه سلسیوس) می‌باشد.
ازآن‌جایی‌که سیلیکای کلوئیدی شامل سیلیکای آمورف و آب است از آن به‌عنوان یکی از سازگارترین مواد شیمیایی صنعتی با محیط‌زیست یاد می‌شود. سیلیکای کلوئیدی معمولاً مشکلی ایجاد نمی‌کند. اما اگر این ماده با چشم تماس پیدا کند فوراً باید چشم را با آب شستشو داد و در صورت بروز مشکل جدی به پزشک مراجعه نمود.